# Polemanniopsis marlothii
Polemanniopsis marlothii är en växtart i släktet Polemanniopsis och familjen flockblommiga växter. Den beskrevs av Hermann Wolff som Polemannia marlothii, och fick sitt nu gällande namn av Brian Laurence Burtt 1988.
Arten är en buske eller ett träd som förekommer i Sydafrika.